# Jean-François Delacroix
Pour les articles homonymes, voir Delacroix.
Jean-François de Lacroix, ou Delacroix, dit « Lacroix d’Eure-et-Loir », né à Pont-Audemer le 3 avril 1753, guillotiné à Paris le 5 avril 1794, est un homme politique français.

## De la magistrature aux Jacobins
Fils d’un chirurgien, Jean-François de Lacroix servit dans un corps de gendarmes, dont, selon le comte d’Espinchal, il fut « chassé ». Ayant étudié le droit, il se fit recevoir avocat et s’établit à Anet près de Dreux où il exerça les fonctions de juge fiscal. En 1782, il épousait Marie-Louise de La Barre des Landes fille de maître Nicolas de la Barre des Landes, procureur fiscal du bailliage et des justices des Eaux et Forêts de la principauté d’Anet qui lui donna un fils, Jean, né à Anet, le 28 février 1783. Dans ses notes inédites, le comte d’Espinchal dit qu’il s’était marié « richement » et qu’il « a fait mourir de chagrin sa première femme ».
Il devint procureur général syndic d’Eure-et-Loir en 1789, puis, en 1791, il fut nommé juge suppléant au Tribunal de cassation pour le même département. Le 28 août 1791, il était président de l’assemblée électorale d’Eure-et-Loir lorsqu’il fut élu député de son département à la Législative. Venu à Paris au moment de la scission du club des jacobins il fut pressé par Charles-Malo de Lameth de rejoindre le club des feuillants. Affilié au club des jacobins il se montra l’adversaire résolu de la cour et de l’Ancien Régime. Bel homme, de haute stature, il se lia avec Georges Jacques Danton dont il partagea le mode de vie dispendieux et, ce qui est moins connu, avec François Lanchère qui dirigeait une grosse société de transports militaires et à qui le ministre de la guerre Narbonne avait confié d’énormes marchés de fourniture de chevaux d’artillerie.
À l’assemblée législative, Jean-François de Lacroix se signala pour diverses motions contre les ministres, la cour et le roi et il fut, dit-on, le premier qui désigna les partis de l’Assemblée sous les vocables « côté droit côté gauche ». Le 6 octobre 1791, il avait demandé le rappel à l’ordre du vice-président de l’Assemblée qui avait qualifié Louis XVI de « souverain » et deux jours après, il s’en prit au ministre Montmorin, provoquant sa démission.
Le 5 février 1792, il accusait Louis XVI d’être la cause de tous les troubles en refusant de sanctionner les décrets relatifs aux prêtres insermentés, et il demanda le 13 mars suivant leur déportation et la confiscation des biens des émigrés.
Manon Roland, dans ses Mémoires, avance des accusations très graves de duplicité. « Lacroix, ce collègue de Danton, qui siégeait alors à l’Assemblée législative et qu’on savait aller au château (des Tuileries), se rendit chez Pétion pour lui assurer la libre disposition de trois millions s’il voulait en user de manière à soutenir Sa Majesté, proposition que le maire, dans son caractère, devait trouver plus offensante que le roi n’avait pu trouver l’autre déplacée; aussi fut-elle rejetée malgré l’accueil très particulier qu’il reçut du roi dans le même temps ».
Louis XVI qui, selon Manon Roland, avait reçu Jérôme Pétion dans son cabinet personnel et lui avait témoigné de l’affabilité, se vit opposer un refus du maire : « Mais il (Pétion) resta ferme et honnête, sans céder au prince qui tentait de le corrompre, poursuit Mme Roland, de même que, sans flatter le peuple, il voulut ensuite appeler à lui pour le jugement de ce même roi, tandis que Lacroix, qui l’avait servi, et qui s’en était fait probablement fait payer, ne trouvait pas qu’on pût l’envoyer trop tôt à la mort. »
Le député avait fait meubler à son usage le château du Coq en plein Paris, no 394 (ou 34) rue Saint-Lazare. Des dénonciations sur son train de vie et ses relations suspectes avaient commencé à le viser dès 1791. Il fut ainsi désigné dans un pamphlet, en forme de lettre apocryphe que lui aurait adressée Charles-Malo de Lameth, et dans laquelle il est présenté comme un parfait démagogue, appartenant avec Choderlos de Laclos et d’autres à la queue d’Orléans. On apprend à cette occasion qu’il connaissait le duc d’Aiguillon avec lequel il avait en effet été en affaires, et avec le comte de Latouche. Plus tard, le citoyen Dumetz élevait des doutes sur sa sincérité et écrivait Jaucourt, le 5 août 1793 que Delacroix, comme Danton, avait été complice de Dumouriez et qu’ils étaient tous les trois vendus à l’Angleterre. Ses liaisons avec Dumouriez remontaient  à la nomination du futur général comme ministre des affaires étrangères, lequel se fit affecter un fonds énorme pour ses dépenses extraordinaires et secrètes - ce qui provoqua un tollé à l’assemblée – et c’est à cette occasion que de l’argent avait été distribué par Bonnecarrère et les amis de Dumouriez pour « faire passer » le décret. L’offre faite à Jérôme Pétion et dont parle Manon Roland est liée à cette affaire.
On ne peut rien prouver concernant une très improbable trahison, mais il est certain que Delacroix comme Danton, Albitte, Legendre, etc. ont détourné à leur profit des fonds publics dans l’exercice de leurs fonctions de représentants, notamment en prenant des participations dans les gigantesques marchés de fournitures militaires contractés par les ministres de la guerre successifs Servan et Jean-Nicolas Pache avec les sociétés Masson, Lanchères, Choiseau, d’Espagnac, etc. Il investit ainsi, le 10 décembre 1792, une somme de 50 000 livres dans la société de Lanchères et Choiseau qui engrangea des bénéfices énormes lors de la campagne de Belgique.  En ce sens, ils ont indirectement favorisé des entreprises contre-révolutionnaires. Il était ainsi en relation avec des hauts fonctionnaires au ministère de la guerre, et notamment le ci-devant comte Paultrier de Saint-Paul, chef des bureaux de la guerre, dont l’épouse donnait à jouer rue de Chabannais. François-Louis de Ferrières-Sauvebeuf prétend même qu’il eut une liaison avec Mme Pierre Avenau, une anglaise, qui fréquentait cette société hétéroclite et cosmopolite d’enrichis. Joueur, selon le comte d’Espinchal, Jean-François de Lacroix était un habitué des salons de jeu du Palais-Royal. Une dénonciation le frappa à nouveau, qui indiquait qu’il louait un appartement de sa vaste demeure de la rue Saint-Lazare à deux individus qui menaient grand train, avec lesquels il jouait de grosses sommes d’argent et qui furent arrêtés, le 13 août 1792 à Suresnes avec une quinzaine de gentilshommes faux-monnayeurs dont le frère de Mmes de Bonneuil et d’Eprémesnil. Plusieurs d’entre eux périrent au cours des massacres de Septembre, d’autres s’évadèrent. À cette dénonciation, d’autres accusation du même genre font écho : Lacroix aurait soutenu à Paris ou en Belgique –à Liège et au château de Mérode près d’Aix-la-Chapelle – des manufactures clandestines de faux assignats. Si le fait n’est pas avéré, il confirme en tout cas que le député, montagnard « bon teint », s’entourait très mal.
Vice-président de l’assemblée le 10 juillet 1792, Jean-François de Lacroix dit communément Delacroix sous la première République, le fut une seconde fois du 10 au 20 août et passa la présidence. Il soutint le rétablissement des passeports lors du débat d'août 1792, qualifiant ces derniers de « certificats de probité ».
Dans la journée du 10 août, il fut, l’un des principaux auxiliaires de Danton. À la fin de la législature il demanda la déportation en Guyane de tous les prêtres insermentés, fut ensuite élu membre du tribunal de cassation. Le 4 septembre 1792, il fut réélu par le département d'Eure-et-Loir à la Convention. Il prit naturellement place, avec Danton, sur les bancs de la Montagne.
Il se fit envoyer en mission en Belgique auprès de Dumouriez, soi-disant pour vérifier le secret de ses opérations en Belgique. Des dénonciations faisaient en effet état de malversations du général victorieux à Valmy, de concert avec les directeurs de la société Masson, d’Espagnac et Cie à qui le ministre de la guerre Servan avait assuré le monopole des fournitures de matériel de guerre. Accompagné du député Camus, Jean-François de Lacroix conclut à la parfaite transparence des opérations de Dumouriez, ce qui plus tard, ne fut pas reconnu être un fait exact. L’abbé d’Espagnac avait touché des sommes folles du temps de Servan et sa fourniture était en deçà du médiocre. Ses bénéfices étaient énormes et il en fit profiter tous ceux qui étaient disposés à fermer les yeux. Mais des officiers moins coopérants dénoncèrent certains détournements pratiqués au profit de Delacroix et Danton. On citait en particulier des sacs de numéraire provenant de l’abbaye de Saint-Trond et qui avaient été étiquetés à l’adresse des deux représentants en mission. Le général Lécuyer, témoin de ces manipulations les avait dénoncées avant d’être exécuté lui aussi.
De retour à Paris avant la fin du jugement, Jean-François Delacroix intervint sur la peine à édicter et il vota la mort du roi déchu sans condition.

## De l'entrée au Comité de salut public à l'exécution
Entré ensuite au Comité de salut public il se prononça énergiquement contre les Girondins contribuant à l’acte du 31 mai et aux proscriptions du 2 juin. C’était une manière de donner le change et de chasser les soupçons des Jacobins, qui lui demandèrent de s’expliquer sur ses missions auprès de Dumouriez en Belgique et sur les dilapidations dont on l’accusait. Pour éviter d’avoir à justifier certaines sommes nouvellement tombées dans son escarcelle, il épousa sa nouvelle maîtresse en lui constituant lui-même, le 4 juin 1793, chez le notaire Viennot de Vincennes, une dot de 350 400 livres. Mme Roland, très informée, dit que ces affaires de justification de provenance de fonds a trouvé un apaisement avec l’élimination tant espérée des Girondins : « Il existe, écrit-elle depuis sa prison, entre les mains du ci-devant président du département de l’Eure, deux lettres de Lacroix, autrefois juge fiscal à Anet. Pour l’une, il fait une soumission de cinq cent mille livres pour acquérir des biens nationaux. Pour l’autre, il retire sa soumission et donne son désistement fondé sur le décret qui oblige les députés à justifier de l’accroissement de leur fortune depuis la Révolution. Mais ce décret n’a plus d’exécution depuis que les incommodes vingt-deux (Girondins) sont expulsés. »
Avant de devoir rendre des comptes sérieux, il put encore avec son ami Danton proposer et faire voter le 16 pluviôse an II (4 février 1794) l’abolition de l'esclavage des Noirs dans les colonies ; puis il fait décréter le 19 ventôse an II (9 mars 1794), l'arrestation des colons blancs esclavagistes présents en France qui intriguaient contre l'exécution du décret.
Arrêté le 11 germinal an II (31 mars 1794), il fut envoyé à la Force. Cité dans le rapport de Saint-Just, il fut tiré de l’Hospice où il avait été placé malade et traduit au Tribunal révolutionnaire. Il fut condamné à mort et exécuté avec un groupe très hétérogène composé de Danton, et de ses fidèles amis Philippeaux et Camille Desmoulins, mais aussi de députés qui avaient été proches de la Commune hébertiste comme Hérault de Séchelles et Delaunay d’Angers, et enfin de « manieurs d’argent » comme les Frey et l’abbé d’Espagnac.
Il sera remplacé par Louis-Armand Deronzières, le 22 fructidor an II.
Il est l’auteur d’un fameux dictionnaire sur les femmes célèbres, le Dictionnaire portatif des femmes célèbres (1788)